# Municipio de Concepción del Oro
El municipio de Concepción del Oro es uno de los 58 municipios del estado mexicano de Zacatecas. Su cabecera es la localidad de Concepción del Oro.

## Geografía
El municipio de Concepción del Oro se encuentra localizado en el extremo noreste del estado de Zacatecas, entre las coordenadas 24° 05' - 24° 49' de latitud norte y 100° 59' - 101° 29' de longitud oeste y tiene una extensión territorial de 2,559 kilómetros cuadrados que representan el 3.4% de la extensión total del estado. Limita al este con el municipio de El Salvador y al oeste el con el municipio de Mazapil, al norte limita con el estado de Coahuila, en particular con el municipio de Saltillo, y al sureste con el estado de San Luis Potosí en el municipio de Vanegas. Debido a su ubicación geográfica, este municipio cuenta con grandes yacimientos de oro, hierro y plata, cabe destacar que gran parte del oro que se extrajo durante el virreinato, sirvió para financiar las guerras de España con Inglaterra, debido a esto, una parte importante de este metal se encuentra en el tesoro inglés, también en países como China y algunas naciones árabes como Egipto.

### Municipios adyacentes
- Municipio de Saltillo, Coahuila (norte)
- Municipio de El Salvador (este)
- Municipio de Vanegas, San Luis Potosí (sur)
- Municipio de Mazapil (oeste)

## Carreteras principales
- Carretera Federal 54

## Orografía e hidrografía
El territorio de Concepción del Oro es contrastante, pues cuenta con amplios valles pero también con serranías elevadas que la surcan, la altitud va de los 1,600 metros sobre el nivel del mar en las zonas más bajas hasta los 3,200 metros de la Sierra el Astillero, ubicada en el extremo noreste del territorio y que es la mayor altitud del estado de Zacatecas; las principales serranías se encuentran al noreste en los límites con El Salvador y con el estado de Coahuila y en donde se encuentra la Sierra el Astillero y al oeste, donde se encuentra la sierra denominada Concepción del Oro por estar situada a sus pies la cabecera municipal, hacia el sur se encuentran la Sierra de Rodríguez y la Sierra Crestones, en medio de todas estas elevaciones se encuentra un amplio valle desértico.
En todo el territorio municipal no existen corrientes de agua de importancia ni permanentes debido a su clima extremo y baja pluviosidad, solo existen corrientes menores estacionales que descendiendo de las serranías se pierden en los valles, formando pequeñas cuencas cerradas, la principal es el denominado Arroyo Principal, que cruza la cabecera municipal; todo el territorio pertenece a la Región hidrológica El Salado y se divide en dos cuencas, la zona sureste forma parte de la Cuenca Matehuala y el resto de la Cuenca Sierra de Rodríguez.

## Clima y ecosistemas
El clima del municipio de Concepción del Oro es variado y se ve definido por las diferencias de altitud entre las serranías y las zonas bajas, existen cinco diferentes tipos de clima clasificados en el territorio municipal, una franja que va desde el noroeste hasta el centro es la más cálida y seca, teniendo un clima Muy seco semicálido con lluvias en verano, rodeado por una franja con clima Seco semicálido con lluvias en verano y el resto de las zonas de valles tienen un clima Seco templado con lluvias en verano, las tres zonas de serranías al oeste, noreste y sur del municipio registran clima Semiseco templado con lluvias en verano, finalmente, una muy pequeña zona del noreste, en el punto más elevado de la Sierra de Rodríguez, registra clima Semifrío subhúmedo con lluvias escasas todo el año, y que forma parte de la zona del mismo clima en las sierras del municipio de Arteaga del vecino estado de Coahuila.
Recursos naturales
Se cuenta con una superficie forestal de 800 Hectáreas para la explotación del tallado de la lechuguilla y palma zamandoca, además de la explotación de minerales tales como: el plomo, cobre, zinc, plata y oro; en algunos puntos del municipio se cuenta con depósitos de mármol de diferentes colores, además de onix, sin dejar a un lado la gran variedad de cuarzos en las que en algunos casos se encuentran a flor de tierra.
Clasificación y uso del suelo
El Municipio está constituido por terrenos del cenozoico cuaternario, aluviones, del mesozoico cretáceo superior:  aniduro, durario, calizas color claro y gris oscuro laminado, y del jurásico superior oxforiano; caliza, se han encontrado gran cantidad de fósiles. 
La configuración orográfica es montañosa y las llanuras son generalmente áridas, no obstante los suelos son aptos para la ganadería y de cierta fertilidad agrícola, pues son en su mayoría tierras de temporal. 
Aproximadamente el 60% del territorio municipal es destinado a la cría de ganado.

## Demografía

### Localidades
Concepción del Oro se encuentra integrado por un total de 64 localidades, las principales y su población de 2020 son las siguientes:
| Localidad                           | Población |
| Total Municipio                     | 12 115    |
| Concepción del Oro                  | 6 915     |
| Colonia Fovissste                   | 689       |
| La Curva                            | 585       |
| Guadalupe Garzarón                  | 359       |
| Emancipación                        | 326       |
| Manuel Rodríguez Méndez (El Arenal) | 323       |

## Política
El gobierno del municipio le corresponde, como en todos los municipios de México, al ayuntamiento, estando este conformado por el presidente municipal, un síndico y el cabildo compuesto por diez regidores, siendo seis electos por mayoría y cuatro por el principio de representación proporcional; el ayuntamiento es electo mediante voto universal, directo y secreto para un periodo gubernamental de tres años no renovables para el periodo inmediato pero sí de manera no consecutiva, todo entran a ejercer su cargo el día 15 de septiembre del año de la elección.

### Representación legislativa
Para la elección de Diputados al Congreso de Zacatecas y al Congreso de la Unión, el municipio de Concepción del Oro se encuentra integrado en los siguientes distritos electorales:
Local:
- XVIII Distrito Electoral Local de Zacatecas con cabecera en Concepción del Oro.

Federal:
- III Distrito Electoral Federal de Zacatecas con cabecera en la ciudad de Zacatecas.[12]